# Eric Dikeb
Eric Dikeb, geboren als Eric Hoogerheide (Den Haag, 16 november 1970) is een Nederlandse après-ski-artiest en dj.

## Loopbaan
Zijn muzikale carrière begon op jonge leeftijd; bij de plaatselijke fanfare speelde hij trompet en slagwerk. Na de bezetting van een aantal bands versterkt te hebben, werd hij uiteindelijk dj en presentator van een Karaoke-show, werk dat hij nog steeds doet.
Meer naamsbekendheid volgde in 2000, toen hem werd gevraagd mee te werken aan het ontbijtprogramma Stenders Vroeg Op. Eind dat jaar scoorde hij zijn eerste hitje met Wie laat de hond uit?!!, een Nederlandstalige versie van de toenmalige hit Who let the dogs out? van Baha Men. Een jaar later nam hij deel aan het dagelijkse televisieprogramma Big Diet, waarin hij verwoede pogingen deed wat kilo's lichaamsgewicht kwijt te raken.
In 2001 bracht Dikeb het après-skinummer Pizzahaha, beter bekend onder de naam De Pizzahut, op single uit. De tekst van het nummer bestaat enkel uit de namen van de drie Amerikaanse fastfoodketens Pizza Hut, Kentucky Fried Chicken en McDonald's en een beschrijving van het bijbehorende dansje. De melodie van het liedje is gebaseerd op het van oorsprong Marokkaanse kinderliedje A ram sam sam. Hoewel Pizzahaha niet in de hitlijsten terechtkwam, groeide het nummer toch uit tot een van de bekendste après-skinummers en zijn magnum opus. Een jaar later bereikte een nieuwe versie van het nummer met De Deurzakkers onder de naam Pizzahaha 2002 alsnog de 51e plaats in de Mega Top 100.
Hoewel Pizzahaha in Nederland nooit een grote hit is geworden, had de compositie van Dikeb aanzienlijk succes in het buitenland. De Vlaamse groep Dynamite stond in de zomer van 2002 met haar uitvoering De pizza dans één week op de eerste plaats in de Ultratop 50. Een jaar later werd het nummer eveneens een hit in het Verenigd Koninkrijk. Daar haalde het noveltytrio Fast Food Rockers de tweede plaats in de hitparade met de Fast food song. In de Duitstalige landen scoort de Oostenrijkse zanger DJ Ötzi een hit met de Burger dance. In Duitsland bereikt de single de eerste plaats en in Oostenrijk en Zwitserland de top 10.
In 2003 deed Dikeb als componist mee aan het Nationaal Songfestival. Samen met Ad van Olm schreef hij het lied Blue skies are for free, dat op het podium werd vertolkt door Bert Heerink & Manou. Aanvankelijk zou Paul de Leeuw met dit nummer deelnemen, maar een paar maanden voor het festival zag hij alsnog af van deelname, omdat hij meer tijd wilde besteden aan zijn gezin. De vakjury was niet onder de indruk van Blue skies are for free, maar dankzij de televoters kwalificeerde het liedje zich toch voor de finale. Daar eindigde het nummer uiteindelijk op de een-na-laatste plaats.
Een jaar later ondernam hij een nieuwe poging. Hij schreef het liedje Celeste, gezongen door Bas & Joël en begeleid door leden van de Belgische a-capellagroep Voice Male, voor het Nationaal Songfestival 2004. Het nummer kwalificeerde zich deze keer niet rechtstreeks voor de finale, maar Bas & Joël kregen voldoende stemmen om deel te nemen aan de herkansingsronde. In een aangepast arrangement haalde Celeste wel voldoende publieksstemmen voor een finaleplek. Op aanraden van de vakjury werd het liedje tijdens de finale volledig a capella uitgevoerd. Net als in 2003 kon de compositie van Dikeb in de finale niet rekenen op de steun van de vakjury. De televoters gaven echter bijna net zo veel punten aan Celeste als aan de uiteindelijke winnaar Without you van Re-Union. Daardoor eindigde Celeste alsnog op de vijfde plaats.
Eind 2012 deed Dikeb niet alleen als componist, maar ook als uitvoerend artiest een poging om op het Eurovisiepodium te komen. Met het nummer Mesmerizing glances schreef hij zich in voor de Zwitserse nationale voorronde voor het Eurovisiesongfestival 2013. Hij behaalde echter te weinig stemmen om de tv-voorrondes te bereiken.
Tussen 2005 en 2007 presenteerde Dikeb dagelijks het radioprogramma Eric Dikeb speelt 2-4-4 op Royaal FM.
Ook was hij op 18 mei 2009 deelnemer aan het programma Take Me Out van Eddy Zoey op RTL 5. Hij was hij tevens te zien op Veronica in Face it en in Mijn vader is de beste op Nederland 3.
In oktober 2018 was Dikeb te zien in het RTL 5-programma Adam Zkt. Eva VIPS waar hij naakt op zoek ging naar de ware liefde. In april 2024 was Dikeb deelnemer aan het sbs6 programma Lang leve de liefde.
Op 6 april 2019 opende hij de eerste "DIKEB.com Food & Entertainment" restaurant in Nordhorn, Duitsland, waarbij tijdens en na de maaltijd met regelmaat door medewerkers (waaronder Eric Dikeb zelf) wordt opgetreden. Doelstelling is om meerdere van deze restaurants in binnen- en buitenland op te zetten.

## Discografie

### Singles
| Single met eventuele hitnotering(en) in de Nederlandse Top 40 | Datum van verschijnen | Datum van binnenkomst | Hoogste positie | Aantal weken | Opmerkingen                     |
| ------------------------------------------------------------- | --------------------- | --------------------- | --------------- | ------------ | ------------------------------- |
| Wie laat de hond uit?!!                                       | 2000                  |                       |                 |              |                                 |
| High                                                          | 2001                  | 6-10-2001             | 21              | 4            | Rastafaraman feat. Eric Dikeb   |
| Pizzahaha 2002                                                | 2002                  |                       |                 |              | De Deurzakkers feat. Eric Dikeb |
| Geinig liedje                                                 | 2003                  |                       |                 |              | Eric Dikeb feat. Spritney Bears |
| Moeder (Mutter)                                               | 2004                  |                       |                 |              | Eric Dikeb sings Fransje        |
| Lekker aan 't werk                                            | 2004                  |                       |                 |              | Eric Dikeb vs. 4 Joy            |
| Poplight                                                      | 2005                  |                       |                 |              |                                 |
| Ik schreeuw het van de daken!                                 | 2007                  |                       |                 |              |                                 |
| Ik schreeuw het van de daken! (PSV)                           | 2008                  |                       |                 |              |                                 |
| De kwekwals                                                   | 2008                  |                       |                 |              |                                 |
| Zeg buur                                                      | 2010                  |                       |                 |              |                                 |

## Partij van de Toekomst
Dikeb stond onder zijn paspoortnaam, Eric Hoogerheide (de naam van zijn stiefvader) in 2003 op de kandidatenlijst van de Partij van de Toekomst, de politieke stroming die werd geleid door beoogd "minister van feest" Johan Vlemmix.